# 極楽寺村
極楽寺村（ごくらくじむら）は、かつて岐阜県揖斐郡にあった村である。
現在の揖斐郡揖斐川町極楽寺に該当する。
発足時は大野郡の村であったが、大野郡の分割により揖斐郡の村となった。

## 歴史
- 1889年（明治22年）7月1日 - 町村制により、極楽寺村が発足。
- 1897年（明治30年）4月1日[1] - 大野郡の一部と池田郡が合併して揖斐郡となる。当村は揖斐郡の所属となる。
- 1897年（明治30年）4月1日 - 上南方村、房島村、若松村と合併し大和村が発足。同日極楽寺村廃止。